# Nyctixalus
A Nyctixalus a kétéltűek (Amphibia) osztályába, a békák (Anura) rendjébe és az evezőbékafélék (Rhacophoridae) családjába tartozó nem. 

## Előfordulásuk
A nembe tartozó fajok a Maláj-félszigeten, Szumátrán, Jáván, Borneón, a Fülöp-szigeteken és Vietnám déli részén honosak. A Nyctixalus a Theloderma nem testvér taxonja. Egy időben úgy tartották, hogy a Theloderma alneme, de a legújabb kutatások alapján önálló nemnek tekinthető.

## Rendszerezés
A nembe az alábbi fajok tartoznak:
- Nyctixalus margaritifer Boulenger, 1882
- Nyctixalus pictus (Peters, 1871)
- Nyctixalus spinosus (Taylor, 1920)